# Cavedine
Cavedine (Cavéden o Cavédem in dialetto trentino) è un comune italiano di 3 083 abitanti della provincia autonoma di Trento in Trentino-Alto Adige. Situato nella Valle di Cavedine o Val del Vent appartiene alla valle dei Laghi (valle del Sarca).

## Geografia fisica
Il territorio di Cavedine si estende principalmente lungo l'omonima valle, che fa parte a sua volta della più ampia Valle dei Laghi, ad un'altitudine di 504 m s.l.m.
Il territorio comunale amministra anche una parte del settore occidentale del monte Bondone, catena situata tra la Vallagarina ad est e la Valle dei Laghi ad ovest. Ad ovest di Cavedine si estende, inoltre, l'omonimo lago.
Non molto distanti si trovano la valle del Basso Sarca e il lago di Garda, con i centri di Riva del Garda e Arco.
Dista circa 23 chilometri da Trento, capoluogo provinciale.

## Storia
Il territorio di Cavedine fu interessato dal popolamento preistorico nell'età del rame e del bronzo (anche se probabilmente la frequentazione da parte di cacciatori-raccoglitori è molto più antica), quindi da parte dei Reti e dei Romani (molti toponimi ricordano questo periodo, quali la fontana romana, la via romana, le località di Fabiano, Fabianon, ecc.).
Durante la prima guerra mondiale fu interessata dal passaggio del fronte Italo-Austriaco e come ex voto per l'evitata deportazione venne eretto, sopra il Municipio, un santuario dedicato alla Madonna, la cui statua è collocata in un percorso di grande suggestione religiosa.
Presso Cavedine esiste un sentiero archeologico di notevole interesse, che si snoda nel bosco e che tocca alcune testimonianze della storia antica e recente della comunità, tra le quali:
- la fontana romana, così chiamata perché sita su un antico viario romano che collegava l'antica Tridentum al Benaco;
- il Capitel dei Mericani, ex voto dei migranti verso le americhe;
- la Cosina, grotta sepolcrale di età eneolitica ed età del bronzo;
- la Carega del diaol (sedia del diavolo), epigrafe funeraria romana del I secolo d.C.;
- le mani, incisioni rupestri a sfondo religioso di probabile età storica, ma di incerta datazione.

Il dosso di San Lorenzo, subito sopra l'abitato di Musté, reca testimonianze di un antico castelliere di età retica.

### Simboli
Lo stemma e il gonfalone sono stati approvati con deliberazione della Giunta provinciale del 29 dicembre 1989 n. 17500.
Le cinque spighe rappresentano il capoluogo e le frazioni di Laguna Mustè, Stravino, Brusino e Vigo 
Cavedine.
Una versione precedente dello stemma, priva delle fasce colorate, era stata riconosciuta con D.C.G. del 22 aprile 1939.
Gonfalone

## Monumenti e luoghi d'interesse
- Chiesa di Santa Maria Assunta, parrocchiale di Cavedine, fu edificata sul finire del XVIII secolo.
- Chiesa dei Santi Martiri, a Cavedine
- Chiesa di Sant'Antonio, parrocchiale della frazione di Stravino. Risale al periodo medioevale, con il suo campanile in stile romanico. Vi furono successivamente (XVI secolo) lavori di ampliamento, le cui tracce si possono notare sul portale e nel porticato dove sono impresse le date rispettivamente del 1558 e del 1597.
- Chiesa di San Biagio, parrocchiale nella frazione di Vigo.
- Chiesa di Sant'Udalrico, nella frazione di Vigo.
- Chiesa dei Santi Rocco, Fabiano e Sebastiano a Brusino
- Capitelli votivi. Sono presenti alcuni capitelli votivi, risalenti alla metà del 1800, eretti come ex voto dopo alcune epidemie che avevano decimato la popolazione del paese.
  - Capitello votivo a San Rocco, chiamato anche della peste; nel 1988 è finita l'attività di restauro, effettuato su iniziativa della pro loco. Di pregio sono le pitture di Livio Costa, raffiguranti Antonio abate e San Rocco.
  - Capitello votivo della Pietà, risalente al 1836, ristrutturato nel 2001.

## Società

### Evoluzione demografica
Abitanti censiti

## Geografia antropica

### Frazioni

#### Brusino

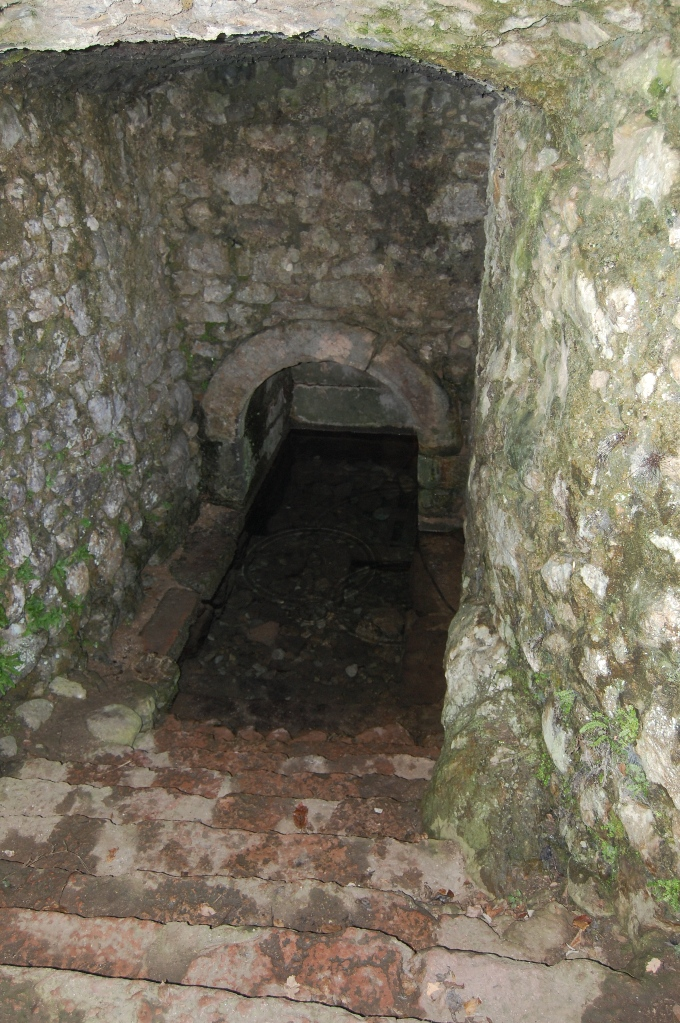
Fontana romana

È situato a 1 km dal capoluogo. La chiesa parrocchiale è intitolata a San Rocco, patrono della frazione, che viene festeggiato il 16 agosto con una sagra del paese nei giorni di sabato e domenica.
Nella frazione di Brusino nacque nel 1846 Mariano Dallapè, fondatore dell'omonima fabbrica di fisarmoniche di Stradella nonché considerato l'inventore della fisarmonica moderna. Per ricordare questo geniale personaggio, l'amministrazione comunale di Cavedine, in collaborazione con quella di Stradella, organizza annualmente mostre e concerti di fisarmonica.

#### Cavedine
Frazione capoluogo, sede della residenza municipale, 530 m s.l.m.
Il toponimo di Cavedine è relativamente recente, essendo il paese storicamente conosciuto come Laguna-Musté, dato dall'unione della località di fondovalle Laguna (nome che indica la presenza in passato di una palude) con il borgo posto più in alto di Musté (il rione del capoluogo più antico e tuttora così nominato).
Nel capoluogo è nato nel 1965 il rallysta Renato Travaglia, più volte campione d'Italia e campione europeo 2005.

#### Lago di Cavedine

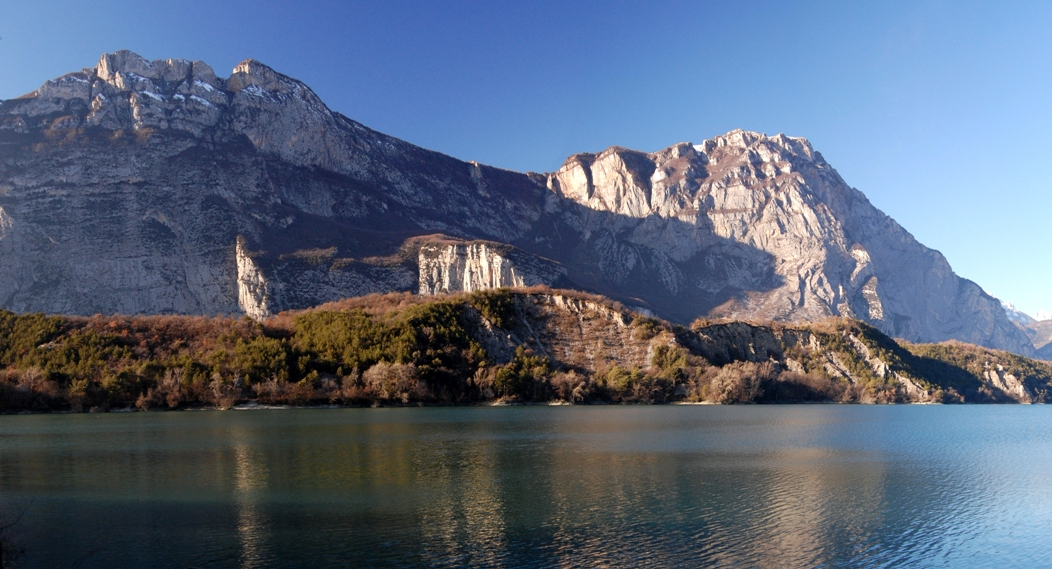
I monti Brento e Casale visti dalla sponda Est del lago di Cavedine

Questa frazione è ubicata a 6 km dal capoluogo, sul piano della valle del Sarca, e vi si giunge dopo aver scollinato il monte Gaggio. Popolata da poco più di un centinaio di abitanti, è impreziosita da boschi, campagne coltivate a vite e dalla presenza dell'omonimo lago di Cavedine, poco balneabile a causa dello sfruttamento idroelettrico che ne rende l'acqua fredda e il livello idrometrico variabile. Ciò nonostante viene praticato il windsurf per la presenza costante di brezze quali l'Ora del Garda.
Il lago di Cavedine è citato nel racconto Senso di Camillo Boito.

#### Stravino

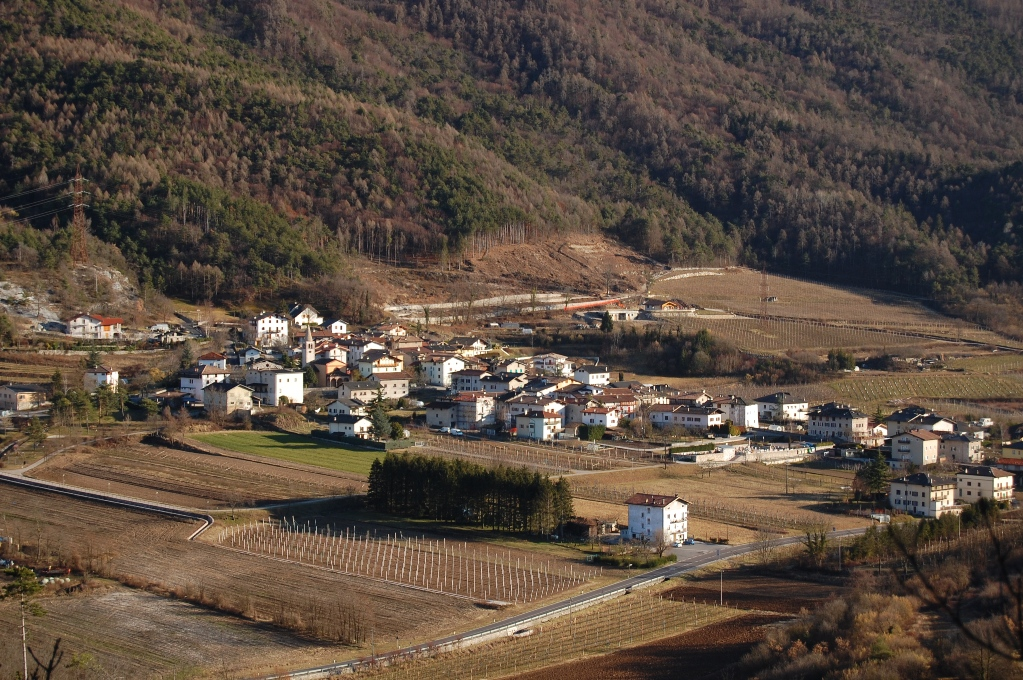
Vista del paese di Stravino dal sentiero archeologico

Ubicata ai piedi del versante occidentale del Monte Bondone, la frazione di Stravino (altitudine 524 m s.l.m.) è la più settentrionale del comune, a circa 1,5 km dal capoluogo.

#### Vigo Cavedine
Posta a 603 m s.l.m. circa (chiesa parrocchiale), Vigo Cavedine è la più alta e la più meridionale delle frazioni del comune. Essa è anche la più popolosa, ammontando a 1 064 abitanti.
Questa frazione è a sua volta suddivisa in alcune località, quali i "Masi" e le "Coste". In questa zona oltre alle colture tradizionali, quali la vite e le patate, vi è la coltivazione delle mele, delle fragole e del ribes rosso.
In questa frazione, un particolare significato storico, economico e giuridico riveste la "Vicinia Donego"dal nome del monte e della selva omonimi che sarebbero stati lasciati ai vicini di Vigo Cavedine da Cubitosa d'Arco (XIII sec.). La vicenda di Cubitosa d'Arco è storicamente documentata e a riprova della veridicità di questa storia travagliata, Romano Turrini è riuscito a recuperare il testamento della contessa. Il fortunato ritrovamento è avvenuto nell'archivio dei conti d'Arco conservato presso il Museo di Palazzo d'Arco a Mantova, una sorta di casa museo nonché ultima residenza di Giovanna d'Arco."Il testamento è datato 28 luglio 1266. In esso Cubitosa, malata e costretta a letto disereda i suoi cugini e li accusa di aver rinchiuso in carcere il padre Riprando causandone la morte. Nel testamento Cubitosa lascia tutto alla chiesa trentina, anche se il principe vescovo di Trento, presso cui si era rifugiata dopo essere scappata dal cugino, non l'aveva protetta del tutto. Esattamente come è narrato nel dramma teatrale di Antonia Dalpiaz". A breve sarà completata la traduzione del preziosissimo documento che verrà messo a disposizione del pubblico e donato agli artisti che, durante CastelFesta, hanno dato vita a Cubitosa. Un gruppo di abitanti del paese di Vigo Cavedine, diede aiuto alla contessa durante un periodo di esilio; la stessa per sdebitarsi lasciò alle famiglie che l'aiutarono questo feudo che divenne di proprietà fondiaria collettiva non comunale.
Alla fine del XIX secolo a Vigo fu ritrovato un ripostiglio di monete medievali italiane .

## Amministrazione

### Gemellaggi
- Eggolsheim, dal 1979[senza fonte]

Il comune, inoltre, è amico del comune ungherese di Jászszentlászló.

### Altre informazioni amministrative
Nelle elezioni del 5 novembre 2006 si è sperimentato, parallelamente al voto tradizionale, il voto elettronico, grazie a un progetto  promosso dalla PAT insieme ad altri enti locali e sviluppato dall'ITC-irst  ora facente parte della Fondazione Bruno Kessler.

## Sport
Nel comune ha sede la società calcistica, Cavedine Lasino, che milita in Promozione 2017-2018. Hanno poi sede sul territorio comunale il "Valle di Cavedine basket" e il "Volley Valle dei Laghi".